# Rosa Luxemburg
Rosa Luxemburg (Rosalia Luxemburg, polsk: Róża Luksemburg; født 5. marts 1871, død 15. januar 1919) var en polsk-tysk socialistisk politisk tænker, der i starten af det 20. århundrede kritiserede den reformisme, det tyske socialdemokrati var slået ind på. Hun stod i 1919 sammen med bl.a. Karl Liebknecht og Franz Mehring og gruppen Spartakisterne bag den socialistiske novemberrevolution, der kostede hende livet.

## Liv
Hun blev født i byen Zamosc den 5. marts 1871 i det såkaldte Kongrespolen, den tsariske del af Polen. Hun var det yngste barn af fem i en liberalt jødisk handelsmands familie. Rosa Luxemburgs mor skulle have været meget interesseret i litteratur, en interesse Rosa arvede efter sin mor.
Luxemburg-familien ”levede i beskeden velstand” (ifølge Peter Nettl), men de førte ikke, på trods af deres tro, noget særligt jødisk liv. Det er beskrevet, at de tænkte og talte polsk, i den forstand, at de for den tid havde en moderne tankegang.
Da Rosa Luxemburg og hendes familie flyttede ind til Warszawa, var det for at hun og hendes fire søskende kunne få en rigtig god uddannelse. Rosa Luxemburg var på daværende tidspunkt kun et par år gammel, men hun angrebet af en hoftelidelse, som blev forkert diagnosticeret, hvad der gjorde, at hun lå i sengen i næsten et år og haltede resten af livet.

## Politisk aktiv
Kun 13 år gammel søgte Rosa Luxemburg ind på pigegymnasiet i Warszawa, og her var hun en af de allerbedste elever. Men da hun var færdig med sin uddannelse som 16 årig, nægtede skolen at udlevere en guldmedalje, da hun var blevet politisk aktiv i det illegale kommunistiske miljø og bl.a. havde forbindelse med den socialistiske gruppe ”Proletariat”.
Kongrespolen var blevet industrialiseret tidligere end resten af Tsarriget, og de socialistiske strømninger manifesterede sig tidligere i Kongrespolen end i Rusland
Hun fik en katolsk præst til at hjælpe sig med at flygte ved at fortælle ham, at hun ville til Tyskland for at blive døbt, så hun kunne gifte sig med sin elsker. I stedet tog hun til Zürich i Schweiz, hvor hun begyndte på universitetet. Universitetet i Zürich var på det tidspunkt et af de få universiteter, der tillod mænd og kvinder at studere på lige vilkår. Hendes studier dækkede en bred vifte inden for humaniora, social- og samfundsvidenskab og historie. Hun tog en doktorgrad, hvilket blev betragtet som usædvanligt for en kvinde på denne tid.
Hun var både aktiv i det polske og tyske socialdemokrati op til 1.verdenskrig, og hun var med til at danne Spartakusforbundet, der senere blev til Tysklands Kommunistiske Parti, KPD. På grund af hendes modstand imod 1.verdenskrig blev hun sat i tysk fængsel, hvor hun sad under det meste af krigen. 
Rosa Luxemburg er beskrevet som en af grundlæggerne af socialisme med et menneskeligt ansigt.

## Myrdes
Om aftenen den 15. januar 1919 blev Rosa Luxemburg arresteret af frikorpssoldater og ført til Hotel Eden i Berlin på grund af hendes rolle i Novemberrevolutionen, på hotellet blev hun forhørt. Samme aften blev Rosa Luxemburg ført ud gennem Hotel Edens hovedindgang, og her ventede en frikorpssoldat ved navn Otto Runge ude foran døren. Den ansvarlige befalingsmand, der hed Petri, havde umiddelbart før givet ordre til, at Rosa Luxemburg under ingen omstændigheder måtte nå frem i live til fængslet. Da Rosa gik ud gennem døren, slog Runge hende to gange i hovedet, så hun sank sammen.
Premierløjtnant Vogel, der var ansvarlig for transporten, gjorde intet som helst for at forhindre det. Soldaterne skubbede Rosa ind i vognen. Da den kørte af sted, sprang en mand op bagfra og slog hende i hovedet med en tung genstand. Undervejs satte Vogel sin pistol mod Rosas hoved og skød, og dræbte muligvis derved Rosa Luxemburg. Ifølge aviserne i Berlin var hun blevet trampet ned af mængden.
De kørte af sted ned mellem Landwehrkanal og Tiergarten. Ved kanalen stod en gruppe soldater. Vognen standsede, og her smed soldaterne på Vogels befaling liget af Rosa i kanalen. Liget blev først fundet den 31. maj 1919.
Ifølge frikorpssoldater blev Karl Liebknecht skudt under flugtforsøg, men i virkeligheden blev han også myrdet, fordi han gjorde modstand imod soldaterne, da de havde prøvet at slå ham bevidstløs. I stedet skød de ham og fortalte til presse, radio og aviser, at han blev skudt under et flugtforsøg.
Rosa Luxemburgs elsker Leo Jogiches nåede i januar at flygte og derved undslippe frikorpssoldaterne. Han skyndte sig at sende et telegram til Lenin: ”Rosa Luxemburg og Karl Liebknecht har gjort deres pligt overfor revolutionen.” Jogiches fortsatte sammen med andre kommunister det illegale politiske arbejde, samtidig med at han forsøgte at finde frem til, hvem der havde slået Rosa Luxemburg og Karl Liebknecht ihjel. Den 10. marts 1919 blev han arresteret og kort efter skudt.
Frikorpssoldaterne, der havde begået drabene, og som var med i januar 1918 og i novemberrevolutionen blev enten frikendt eller fik korte straffe. Nogle få flygtede til andre lande.

## Biografier
Der er udgivet en del biografier om Rosa Luxemburg. Hovedværket er af den ledende tyske kommunist Paul Frölich, der i eksil i Paris 1939 skrev Rosa Luxemburg – Gedanke und Tat, der blev udgivet i Vesttyskland i 2. udgave i 1949. Denne udgave er grundlag for senere tyske udgaver, og også for den danske oversættelse i 2010: Rosa Luxemburg : Ideer og handling.

Ligeledes er den britiske socialist Tony Cliffs bog Rosa Luxemburg (fra 1959) udgivet på dansk i 1972, og på dansk har forfatteren Toni Liversage i 1994 udgivet Røde Rosa: en bog om Rosa Luxemburg.

## Værker
Udpluk af værker
- Socialreform eller revolution?, udgivet i 1899
- Massestrejke, parti og fagforeninger, udgivet i 1906